# Boža Pleničar
Boža Pleničar, slovenska bibliografka, * 12. avgust 1928, Ljubljana, † 7. julij 1991, Ljubljana.

## Šolanje
1952 je diplomirala na Filozofski fakulteti v Ljubljani, kjer je dokončala študij slovenščine in ruščine.

## Delo
Po končanem študiju se je leta 1952 zaposlila kot profesorica na Nižji gimnaziji Tržič. Iz Tržiča se je delovno preselila v Kranj, ko se je kot profesorica zaposlila na osnovni šoli France Prešeren. Po koncu opravljanja pedagoškega poklica je krajši čas delala v tiskarni Ljudske pravice. Od leta 1961 pa vse do upokojitve, leta 1984 je delala v Narodni in univerzitetni knjižnici v Ljubljani. Posvetila se je pripravi raznovrstnih bibliografij. Sodelovala je pri pripravi Slovenske bibliografije 1965–1977, sama pripravila Slovensko bibliotekarsko bibliografijo (1983, 1989) ter do leta 1984 tudi bibliografska kazala za revije Ciciban (1970), Pionir in Slovenski pionir (1970) ter Mladi svet (1951-1958) oz. Otrok in družina (1972). Pripravljala je bibliografske zbornike časopisov in vrsto osebnih bibliografij.
Bila je tudi amaterska fotografinja.

## Nagrade
Leta 1967 je dobila Čopovo diplomo.

## Pomembnejša dela
- Samostojne bibliografije:
- Slovenska bibliotekarska bibliografija, 1983 (COBISS)
- Bibliografija dr. Ivana Prijatelja (COBISS)

- Prispevki v monografijah:
- Hofman, Branko. Pogovori s slovenskimi pisatelji, 1978. Bibliografijo sestavila Boža Pleničar.
- Sončnica na rami, 1978. Biografije ine bibliografije sestavila Boža Pleničar.
- In šli so po svetu, 1987. Bibliografijo sestavila Boža Pleničar.
- Kokalj, Jože: Pogovori ob Gangesu, 1989. Bibliografijo sestavila Boža Pleničar.

- Recenzije izdanih bibliografij:
- Bibliografsko kazalo: Popotnik, Sodobna pedagogika.
- Bibliografija Antona Sovreta.
- Bibliografija založbe Mladinska knjiga 1945-1965.
- Bibliografija založbe Obzorja 1951-1970.
- Slovenska bibliografija: knjige 1985

- Prispevki v revijah in strokovni članki:
- Bibliografije: Andrej Majcen, Ana Matko, Simon Rutar, Janez Janež.
- Bibliografije slikanic in stripov v Pionirskem listu 1949-1977/78.
- Bibliotekarska, bibliografska in dokumentalistična literatura.
- Informacijska služba v knjižnicah.
- Jugoslovanske bibliotekarske revije.
- Nove slovenske založniške bibliografije.
- Selekcija gradiva za Slovensko bibliografijo